# Satschepyliwka
Satschepyliwka (ukrainisch Зачепилівка; russisch Зачепиловка Satschepilowka) ist eine Siedlung städtischen Typs in der Ukraine und war bis Juli 2020 das administrative Zentrum des gleichnamigen Rajons Satschepyliwka im Südwesten der Oblast Charkiw mit etwa 3100 Einwohnern (2024).

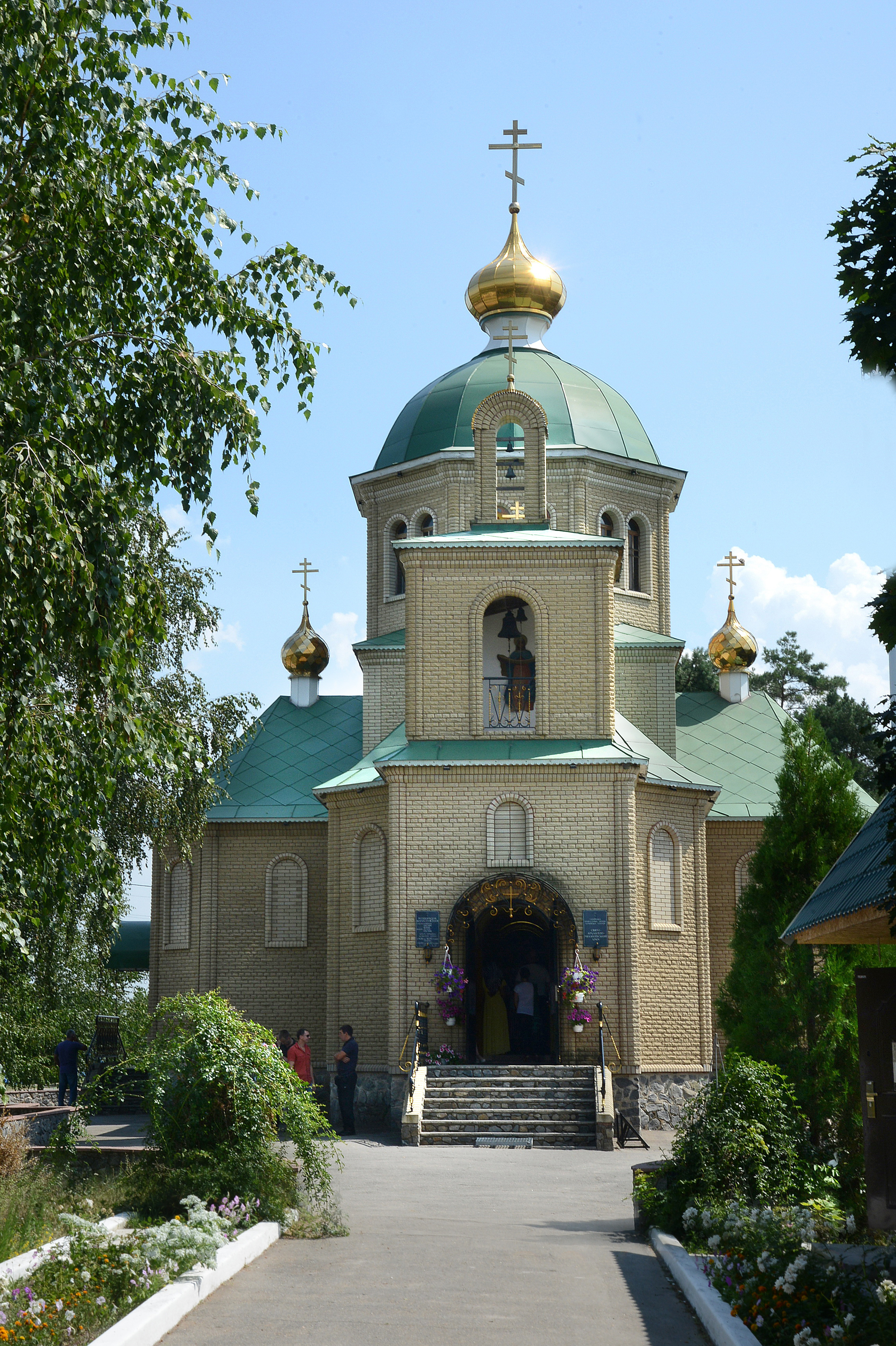
Kirche im Ort

## Geographie
Satschepyliwka liegt am linken Ufer des Flusses Berestowa (ukrainisch Берестова) 130 km südwestlich des Oblastzentrums Charkiw. Die Stadt hat einen Bahnhof an der Bahnstrecke Dnipropetrowsk–Smijiw.

## Geschichte
In der Mitte des 18. Jahrhunderts gegründet erhielt der Ort 1968 den Status einer Siedlung städtischen Typs.

## Verwaltungsgliederung
Am 13. Mai 2017 wurde die Siedlung zum Zentrum der neugegründeten Siedlungsgemeinde Satschepyliwka (Зачепилівська селищна громада/Satschepyliwska selyschtschna hromada). Zu dieser zählten auch die 17 Dörfer Abasiwka, Berdjanka, Kotschetiwka, Lebjasche, Lymaniwka, Mykolajiwka, Nahirne, Oleksandriwka, Peremoha, Perschotrawnewe, Sabaryne, Sajmanka, Semeniwka, Skaloniwka, Somiwka, Trawnewe und Wyschnewe, bis dahin bildete sie zusammen mit den Dörfern Nahirne und Skaloniwka die gleichnamige Siedlungratsgemeinde Satschepyliwka (Зачепилівська селищна рада/Satschepyliwska selyschtschna rada) im Zentrum des Rajons Satschepyliwka.
Am 12. Juni 2020 kamen noch weitere 20 Dörfer zum Gemeindegebiet.
Am 17. Juli 2020 kam es im Zuge einer großen Rajonsreform zum Anschluss des Rajonsgebietes an den Rajon Krasnohrad.
Folgende Orte sind neben dem Hauptort Satschepyliwka Teil der Gemeinde:
| Name                                    | Name                        | Name                                                          |
| ukrainisch transkribiert                | ukrainisch                  | russisch                                                      |
| --------------------------------------- | --------------------------- | ------------------------------------------------------------- |
| Abasiwka                                | Абазівка                    | Абазовка (Abasowka)                                           |
| Berdjanka                               | Бердянка                    | Бердянка                                                      |
| Dudiwka                                 | Дудівка                     | Дудовка (Dudowka)                                             |
| Kotiwka                                 | Котівка                     | Котовка (Kotowka)                                             |
| Kotschetiwka                            | Кочетівка                   | Кочетовка (Kotschetowka)                                      |
| Lebjasche                               | Леб’яже                     | Лебяжье                                                       |
| Lymaniwka                               | Лиманівка                   | Лимановка (Limanowka)                                         |
| Malyj Ortschyk                          | Малий Орчик                 | Малый Орчик (Maly Ortschik)                                   |
| Mykolajiwka                             | Миколаївка                  | Николаевка (Nikolajewka)                                      |
| Nahirne                                 | Нагірне                     | Нагорное (Nagornoje)                                          |
| Nowe Mascharowe                         | Нове Мажарове               | Новое Мажарово (Nowoje Mascharowo)                            |
| Nowe Pekelne                            | Нове Пекельне               | Новое Пекельное (Nowoje Pekelnoje)                            |
| Nowoseliwka                             | Новоселівка                 | Новосёловка (Nowosjolowka)                                    |
| Oleksandriwka                           | Олександрівка               | Александровка (Aleksandrowka)                                 |
| Oljaniwka                               | Олянівка                    | Оляновка (Oljanowka)                                          |
| Ortschyk                                | Орчик                       | Орчик (Ortschik)                                              |
| Pedaschka Perscha                       | Педашка Перша               | Педашка Первая (Pedaschka Perwaja)                            |
| Peremoha (bis 2016 Tscherwona Peremoha) | Перемога (Червона Перемога) | Перемога (Peremoga)/Червоная Перемога (Tscherwonaja Peremoga) |
| Perschotrawnewe                         | Першотравневе               | Першотравневое (Perschotrawnewoje)                            |
| Petriwka                                | Петрівка                    | Петровка (Petrowka)                                           |
| Pysmakiwka                              | Письмаківка                 | Письмаковка (Pismakowka)                                      |
| Romaniwka                               | Романівка                   | Романовка (Romanowka)                                         |
| Runiwschtschyna                         | Рунівщина                   | Руновщина (Runowschtschina)                                   |
| Sabaryne                                | Забарине                    | Забарино (Sabarino)                                           |
| Sajmanka                                | Займанка                    | Займанка (Saimanka)                                           |
| Salinijne                               | Залінійне                   | Залинейное (Salineinoje)                                      |
| Saritschne                              | Зарічне                     | Заречное (Saretschnoje)                                       |
| Semeniwka                               | Семенівка                   | Семеновка (Semenowka)                                         |
| Sinkiwschtschyna                        | Зіньківщина                 | Зеньковщина (Senkowschtschina)                                |
| Skaloniwka                              | Скалонівка                  | Скалоновка (Skalonowka)                                       |
| Somiwka                                 | Сомівка                     | Сомовка (Somowka)                                             |
| Stare Mascharowe                        | Старе Мажарове              | Старое Мажарово (Staroje Mascharowo)                          |
| Stare Pekelne                           | Старе Пекельне              | Старое Пекельное (Staroje Pekelnoje)                          |
| Trawnewe (bis 2016 Tscherwony Schowten) | Травневе (Червоний Жовтень) | Травневое (Trawnewoje)/Червоный Жовтень (Tscherwony Schowten) |
| Tscherneschtschyna                      | Чернещина                   | Чернещина (Tscherneschtschina)                                |
| Ustymiwka                               | Устимівка                   | Устимовка (Ustimowka)                                         |
| Wyschnewe                               | Вишневе                     | Вишнёвое (Wischnjowoje)                                       |

## Bevölkerungsentwicklung
| 1959  | 1970  | 1979  | 1989  | 2001  | 2016  |
| ----- | ----- | ----- | ----- | ----- | ----- |
| 3.661 | 3.869 | 4.565 | 5.130 | 4.380 | 3.645 |

Quelle: